# Aleksandra Prijović
Aleksandra Živojinović (Sombor, 22. rujna 1995.), poznatija pod djevojačkim imenom Aleksandra Prijović, srbijanska je pjevačica pop-folka. 
Početkom 2010-ih postala je popularna zahvaljujući glazbenomu natjecanju „Zvezde Granda”. Nakon toga izdala je nekoliko singlova koji su postigli uspjeh, a zatim i debitantski studijski album Testament (2017.) Nakon kraće stanke izdala je drugi studijski album Zvuk tišine (2022.), a potom i treći – Devet života (2023.) 

## Djetinjstvo
Rođena je kao Aleksandra Prijović 1995. u Somboru, u Vojvodini, a odrasla u Belome Manastiru u Hrvatskoj gdje je živjela s majkom nakon rastave roditelja te u Bačkoj Topoli u Srbiji. 
Trenutno živi u Beogradu. Još kao mala pokazivala je zanimanje za pjevanje. Nastupala je na školskim priredbama i društvenim događanjima. S trinaest godina snimila je dvije pjesme („Majko” i „Boli svaka riječ”) za producentsku kuću Mega Sound, vlasnika Miće Nikolića.[nedostaje izvor]

## Karijera

### 2012. – 2016.: Početci
U „Zvezdama Granda” u sezoni 2012./13. osvojila je četvrto mjesto, gdje je kao nagradu dobila pjesmu „Još večeras plakaću za tobom”. Iste godine snimila je i duet „Ma pusti ponos” s pobjednikom te sezone, Amarom Jašarspahićem. Sljedeće godine postiže uspjeh s pjesmom „Za nas kasno je”, budući da je pjesma izabrana za jednu od najvećih uspješnica 2015. godine. U prosincu 2015. snimila je duet „Šta bi” s MC Stojanom i predstavila spot za tu pjesmu. Krajem svibnja 2016. objavila je pjesmu „Totalna anestezija”, koja je postigla velik uspjeh jer je na YouTubeu dosegla 50 milijuna pregleda. Već 25. listopada iste godine predstavila je pjesmu „Senke” koja je u 24 sata na YouTubeu preslušana milijun puta, čime je oborila rekord na srbijanskoj glazbenoj sceni.[nedostaje izvor]

### 2017. – 2021.:Testament
Prvi singl s albuma Testament je istoimena pjesma kojom je započela promociju albuma, objavljenog 6. lipnja 2017. Pjesma je postala najpopularnija na albumu, uz singlove koje je Aleksandra prethodno snimila i uvrstila na album. 

### 2022.:Zvuk tišine
Nakon kratke glazbene stanke, 2022. objavila je svoj drugi studijski album, Zvuk tišine.

### 2023. – danas:Devet života,turneja
Početkom 2023. najavljuje turneju pod nazivom „Od istoka do zapada” koju je započela 29. rujna 2023. u beogradskoj Štark Areni, a potom u lipnju, ususret turneji, izdala je svoj treći studijski album Devet života. Rasprodala je pet koncerata u zagrebačkoj Areni zakazana za početak prosinca 2023. te oborila rekord za najviše održanih koncerata. Rasprodaje i šestu, zakazanu za studeni 2024. godine. Turneja se završava 22. prosinca iste godine u beogradskoj Štark Areni.

## Osobni život
Naišla je na pozornost medija kada je otkrila vezu s Filipom Živojinovićem, sinom tenisača Slobodana Živojinovića. 
Aleksandra i Filip Živojinović vjenčali su se 21. lipnja 2018. u Beogradu. Sina Aleksandra dobili su 6. ožujka 2019.[nedostaje izvor]

## Diskografija

### Albumi
- Testament (2017.)
- Zvuk tišine (2022.)
- Devet života (2023.)

## Ljestvice

### Singlovi
| Naslov                                                         | Godina | Plasman   | Album        |
| Naslov                                                         | Godina | HR Billb. | Album        |
| -------------------------------------------------------------- | ------ | --------- | ------------ |
| "Litar vina, litar krvi" s Acom Pejovićem i Dejanom Petrovićem | 2017.  | [ a ]     | Testament    |
| "Uspomene"                                                     | 2017.  | [ a ]     | Singlovi     |
| "Ko si ti" s Sašom Matićem                                     | 2018.  | [ a ]     | Singlovi     |
| "Neponovljivo"                                                 | 2019.  | [ a ]     | Zvuk tišine  |
| "Bogata sirotinja"                                             | 2019.  | [ a ]     | Zvuk tišine  |
| "Duguješ mi dva života"                                        | 2020.  | [ a ]     | Zvuk tišine  |
| "Legitimno"                                                    | 2020.  | 23.       | Zvuk tišine  |
| "Dođi sebi" s Lexington Bandom                                 | 2021.  |           | Zvuk tišine  |
| "Zvuk tišine"                                                  | 2022.  | –         | Zvuk tišine  |
| "Sabotiram"                                                    | 2022.  | 10.       | Zvuk tišine  |
| "Svetlo"                                                       | 2022.  | –         | Zvuk tišine  |
| "Ogavno"                                                       | 2022.  | –         | Zvuk tišine  |
| "Javno mesto"                                                  | 2022.  | 22.       | Zvuk tišine  |
| "Marš"                                                         | 2022.  | 12.       | Zvuk tišine  |
| "Ja sam odlično"                                               | 2022.  | 7.        | Zvuk tišine  |
| "Kuća strave"                                                  | 2023.  | 21.       | Devet života |
| "Poslednji kabare"                                             | 2024.  | –         | Singl        |

### Ostale pjesme na ljestvici
| Naslov          | Godina | Plasman   | Album        |
| Naslov          | Godina | HR Billb. | Album        |
| --------------- | ------ | --------- | ------------ |
| "Dam dam dam"   | 2023.  | 1.        | Devet života |
| "Devet života"  | 2023.  | 2.        | Devet života |
| "Psiho"         | 2023.  | 9.        | Devet života |
| "Sve po starom" | 2023.  | 6.        | Devet života |
| "Placebo"       | 2023.  | 11.       | Devet života |
| "Prvi si počeo" | 2023.  | 14.       | Devet života |